# ハルメート・シン
ハルメート・シング（Harmeet Singh, 1990年11月12日 - ）は、ノルウェー・オスロ出身のサッカー選手。HJKヘルシンキ所属。ポジションはMF。

## 経歴
インド人の両親のもとオスロで生まれ、ヴォレレンガ・フォトバルのユースチームから2007年にトップチーム昇格した。2008年、ローゼンボリBK戦でリーグ戦デビューを果たした。2012年7月5日、オランダのフェイエノールトに2年契約で移籍した。
2017年3月21日、エクストラクラサのヴィスワ・プウォツクと1年半の契約を結んだ。しかし個人的な理由により退団を希望し、同年5月30日にクラブとの契約を解除することで合意した。

## 代表歴
ノルウェー代表として2012年1月15日、親善試合のデンマーク代表戦でデビューした。

## タイトル
ヴォレレンガ
- ノルウェー・カップ : 2008

モルデ
- エリテセリエン : 2014
- ノルウェー・カップ : 2014